# Kashiba
Kashiba (japanska: 香芝市?, Kashiba-shi) är en stad i Nara prefektur i Japan. Staden fick stadsrättigheter 1991.